# Parti démocrate progressiste (Japon)
Pour les articles homonymes, voir Parti démocrate progressiste.
Le Parti démocrate progressiste (民進党, Minshintō, PDP), officiellement traduit en anglais par The Democratic Party (DP) et abrégé en japonais par 民進 (Minshin), a été l'un des deux principaux partis politiques du Japon, créé le 27 mars 2016 pour être la principale force d'opposition au gouvernement dominé par le Parti libéral-démocrate, et marginalisé à partir de septembre 2017 en raison de divisions quant à la stratégie à adopter pour les élections législatives d'octobre 2017.
Il est issu de la fusion de l'ancien premier parti d'opposition, le Parti démocrate du Japon (民主党, Minshutō) — fondé en 1996 avant de s'élargir en 1998 et 2003, il n'a été au pouvoir que de 2009 à 2012 — et du plus petit Parti de la restauration (維新の党, Ishin no tō) fondé en 2014 par la réunion de l'Association pour la restauration du Japon et du Parti de l'unité, eux-mêmes de créations récentes.
Généralement placé au centre ou au centre gauche de l'échiquier politique japonais, ses différentes tendances défendent des idéologies allant du libéralisme économique à la social-démocratie, mais partagent une vision commune concernant la critique de la haute administration d'État, la défense d'une sortie progressive du nucléaire civil, un certain progressisme social et la promotion du multiculturalisme. Il est lié, comme l'était avant lui le Parti démocrate du Japon, à la Confédération syndicale japonaise (日本 労働組合 総連合会, Nihon Rōdōkumiai Sōrengōkai), ou RENGO (連合), premier syndicat du Japon.
Une majorité de ses membres (de l'aile droite) ont rejoint le Parti de l'espoir, tandis que l'aile gauche a formé le Parti démocrate constitutionnel, qui a cependant obtenu un peu plus de députés que son rival lors des législatives. Le Parti démocrate progressiste réussit tout de même à remporter 14 sièges. La fusion entre le PDP et le Parti national (scission de la majorité du Parti de l'espoir) a lieu le 7 mai 2018, pour former le Parti démocrate du peuple. La majorité de ce dernier rallie en 2020 le Parti démocrate constitutionnel, permettant la réunification de la plupart des factions de l'ancien Parti démocrate progressiste.

## Histoire
Après trois victoires successives du Parti libéral-démocrate de Shinzō Abe aux élections législatives du 16 décembre 2012, lors du renouvellement de la moitié de la Chambre des conseillers du 21 juillet 2013 puis aux nouvelles élections législatives du 14 décembre 2014, de plus en plus de voix se sont élevées au sein de l'opposition japonaise afin de la recomposer et pour constituer une force combattive. En effet, ces trois scrutins ont marqué aussi des échecs importants pour les principaux partis du centre ou du centre-gauche. Tout particulièrement, celui de 2012 a été interprété par les analystes comme par les hommes politiques de tous camps comme un vote sanction contre le Parti démocrate du Japon après trois années de gestion chaotique plutôt que comme un vote d'adhésion au programme de Shinzō Abe. Puis, les résultats électoraux de 2013 et 2014 ont été analysés comme la conséquence d'une incapacité pour les forces d'opposition à proposer une alternative crédible face à un Cabinet Abe resté assez populaires en raison d'une stabilité politique inédite depuis six ans et d'une certaine reprise économique,.

### Vers une fusion de partis d'opposition
Les appels à la fusion ou tout moins au rapprochement se multiplient au sein de trois partis politiques :
- au sein du Parti de tous, un mouvement créé en 2009 par des dissidents du PLD essentiellement emmenés par l'ancien ministre Yoshimi Watanabe, sur une ligne néo-libérale et anti-bureaucratie. Ce parti a gagné des voix aux législatives de 2012 (gagnant 18 sièges, soit 10 de plus que lors de la législature précédente) et lors du renouvellement de la moitié de la chambre haute du parlement en 2013 (devenant le sixième parti du Japon en nombre de voix à la proportionnelle, et le quatrième pour le scrutin plurinominal dans chaque préfecture et le nombre de sièges). Pourtant, deux lignes s'affrontent ensuite quant à la stratégie à adopter vis-à-vis du gouvernement de Shinzō Abe. Le président du parti, Yoshimi Watanabe, veut ainsi soutenir le Premier ministre (dont il fit autrefois partie du Cabinet, en 2006 et 2007), sur certains points notamment en matière de défense ou de relance du nucléaire civil, tandis que son secrétaire général et numéro deux, Kenji Eda, veut conserver une ligne d'opposition ferme. Ce dernier finit par partir pour fonder son propre mouvement, le Parti de l'unité, avec 8 autres représentants et 6 conseillers, en décembre 2013, qui conserve une plateforme toujours néo-libérale en matière économique, anti-bureaucratie et favorable à une forte décentralisation, tout en étant fermement opposé à toute réforme constitutionnelle (ou tout du moins de son aspect pacifiste) et défendant une sortie du nucléaire civile. De plus, Kenji Eda annonce vouloir rassembler le plus de parlementaires proches de son positionnement politique, notamment au sein du PDJ ou de l'Association pour la restauration du Japon, afin d'obtenir une recomposition de l'opposition parlementaire, se rapprochant tout particulièrement de Gōshi Hosono ou Yorihisa Matsuno, membres respectifs de ces deux formations[6].
- au sein de l'Association pour la restauration du Japon (ARJ), créé en vue des législatives de 2012 par des dissidents des deux principaux partis nationaux rejoints par des partisans de deux personnalités connues pour leur forte assise électorale locale dans les deux principales agglomérations japonaises, le maire d'Osaka et ancien gouverneur de la préfecture d'Osaka Tōru Hashimoto ainsi que l'ancien gouverneur de Tokyo Shintarō Ishihara. Voulant incarner une « troisième voie » dans le paysage politique japonais et ayant connu un certain succès électoral (arrivant troisième en nombre de voix et en sièges), sa composition très disparate fait apparaître très rapidement des divisions internes assez fortes. Ainsi, les dissensions tant stratégiques - concernant une fusion annoncée en 2014 avec le Parti de l'unité - que politiques - au sujet de la réforme de la Constitution pacifiste ou de la sortie du nucléaire - entre Shintarō Ishihara et Tōru Hashimoto se sont accentuées, aboutissant à une scission annoncée par les deux dirigeants le 28 mai 2014[7] et officialisée le 31 juillet 2014. Le 21 septembre 2014, ce qui reste de l'ARJ dirigée par Tōru Hashimoto fusionne avec le Parti de l'unité, créant ainsi le Parti de la restauration[8]. Pourtant, ce dernier finit lui aussi par se diviser entre mai et décembre 2015, à la suite notamment de l'échec du référendum local proposant la fusion de la municipalité et de la préfecture d'Osaka en une collectivité unique (sur le modèle de Tokyo), un projet qui constituait depuis longtemps le principal cheval de bataille de Tōru Hashimoto et pour lequel le Parti de la restauration s'était beaucoup engagé. À la suite de cela, Tōru Hashimoto annonce son retrait de la vie politique, Kenji Eda quitte la présidence du parti et son successeur, Yorihisa Matsuno, souhaite recentrer les actions du mouvement sur la politique nationale, à savoir le réalignement de l'opposition par le rapprochement (voire la fusion) avec le PDJ et l'opposition à la politique de sécurité de Shinzō Abe. Au contraire, Tōru Hashimoto et vingt parlementaires élus dans la préfecture d'Osaka veulent conserver un engagement localiste et une attitude moins ferme à l'égard du gouvernement[9]. Ils quittent le Parti de la restauration et fondent l'Association pour la restauration Osaka le 2 novembre 2015. De même, quatre députés font eux aussi dissidence en novembre 2015 pour créer, avec un élu jusque-là non inscrit, l'Association de rassemblement pour les réformes.
- au Parti démocrate du Japon, la question devient l'un des points central de la campagne pour l'élection du président du mouvement en janvier 2015. Si les trois candidats, Katsuya Okada (défendant l'affirmation d'une position centriste pour le parti), Gōshi Hosono (candidat de l'aile droite) et Akira Nagatsuma (représentant de l'aile gauche) rejettent tous alors l'idée d'une fusion avec le deuxième parti d'opposition, le Parti de la restauration, en raison de divergences jugées trop importantes encore à ce moment-là, ils se montrent plus ou moins ouverts à des discussions. Gōshi Hosono incarne alors la ligne la plus favorable à un rapprochement, tandis que Katsuya Okada reconnaît la possibilité de coopérer à la Diète, seul Akira Nagatsuma se montrant opposé à cette idée[10]. Katsuya Okada emporte la présidence du parti, et coopère de plus en plus avec les autres dirigeants de l'opposition hostiles au projet de Shinzō Abe de modifier l'interprétation pacifiste de l'article 9 de la Constitution japonaise.

Le mouvement vers la fusion s'accélère à partir de la fin de l'année 2015. Ainsi, en décembre 2015, le PDJ et le Parti de la restauration forment des groupes parlementaires communs à la Diète du Japon. Puis, l'accord de fusion dans un nouveau parti est signé le 26 février 2016, en vue du renouvellement de la moitié de la Chambre des conseillers du 25 juillet 2016. Du 4 au 7 mars 2016, les deux partis appellent le public à faire des propositions pour le nom de cette nouvelle entité sur le site internet du PDJ ou par fax, suivi de sondages menés séparément qui aboutissent au choix de Minshintō (民進党), soit littéralement « Parti démocrate progressiste ». Celui-ci est annoncé publiquement le 14 mars 2016. Quatre jours plus tard, The Democratic Party est annoncé comme la version officielle en anglais du nom du parti. Le 22 mars suivant, c'est au tour de quatre des cinq députés de l'Association de rassemblement pour les réformes (qui se dissout le 25 mars) d'annoncer leur ralliement à ce mouvement.

### Congrès fondateur
Le congrès fondateur du Parti démocrate progressiste se tient au Shinagawa Prince Hotel dans l'arrondissement de Shinagawa de Tokyo le 27 mars 2016. À cette occasion, plusieurs membres de la direction du PDJ conservent la même position au sein de l'exécutif du PDP, à commencer par Katsuya Okada qui en devient le président, Akira Nagatsuma et Renhō les présidents délégués, Yukio Edano le secrétaire général. Kenji Eda, le créateur du Parti de l'unité puis du Parti de la restauration, devient lui-aussi président délégué. Afin d'incarner un certain renouveau, la députée quadragénaire Shiori Yamao, une ancienne enfant-star s'étant fait connaître pour ses attaques contre la politique sociale du gouvernement Abe, est nommée présidente du Comité de recherche politique (chargé de réfléchir à la ligne du parti et d'en établir le programme).

### Scissions, disparition et réunification des démocrates
Le Parti démocrate progressiste est marginalisé à partir du 28 septembre 2017, lorsque son président Seiji Maehara et l'essentiel des instances dirigeantes du parti ont décidé de dissoudre son groupe parlementaire à la Chambre des représentants et ont appelé ses membres à se présenter sous l'étiquette du Parti de l'espoir du gouverneur de Tokyo Yuriko Koike pour les élections législatives japonaises de 2017.
Cependant, le président délégué, Yukio Edano, opposé à ce ralliement à un parti conservateur sur les questions de société et de sécurité, annonce le 2 octobre 2017 créer un nouveau mouvement, le Parti démocrate constitutionnel, pour rassembler l'aile gauche de l'ancien Parti démocrate progressiste.
Le Parti démocrate constitutionnel remporte finalement plus de sièges que le Parti de l'espoir. Le Parti démocrate progressiste réussit tout de même à remporter 14 sièges. La fusion entre le PDP et le Parti national (scission de la majorité du Parti de l'espoir) a lieu le 7 mai 2018, pour former le Parti démocrate du peuple. La majorité de ce dernier rallie en 2020 le Parti démocrate constitutionnel, permettant la réunification de la plupart des factions de l'ancien Parti démocrate progressiste.

## Exécutif

### Présidence
Par tradition, le Premier ministre du Japon est le dirigeant du parti politique qui possède la majorité au parlement. Le président (代表, daihyō, littéralement « représentant ») du PDP avait, de ce fait, vocation a devenir le Premier ministre du Japon si le mouvement avait emporté des élections législatives. Sinon, il constitue de facto le chef de l'opposition parlementaire, comme ce fut le cas pendant la totalité de l'existence du parti de mars 2016 à octobre 2017.
Le président est élu lors d'un scrutin interne au parti, puis désigne l'ensemble des membres de l'exécutif ainsi que ceux du contre-gouvernement, le Cabinet suivant du Japon.

#### Élection du président
Lors du congrès fondateur du PDP le 27 mars 2016, Katsuya Okada a été élu comme premier président par les parlementaires de ce nouveau parti. Ce premier mandat, de fait temporaire, court initialement jusqu'au 30 septembre 2016 (ce qui correspondait déjà à la fin de son mandat régulier à la présidence du PDJ). Ainsi, la première élection présidentielle démocratique du mouvement doit être organisée autour de cette date. Katsuya Okada a, dès le lancement du PDP, annoncé qu'il ne se représenterait pas à sa propre succession si le parti ne progressait pas d'une manière ou d'une autre lors du renouvellement de la moitié de la Chambre des conseillers du 25 juillet 2016. Les résultats de ce scrutin étant effectivement en demi-teinte pour l'opposition, qui progresse un peu mais n'empêche pas le gouvernement Abe d'avoir la majorité des deux tiers dans les deux chambres, Katsuya Okada annonce ne pas se représenter à la tête du parti.
Lors des premières élections démocratiques à la présidence, le 15 septembre 2016, la conseillère Renhō, jusque-là présidente déléguée du parti et soutenue par la direction sortante, est élue avec 503 points sur 849 contre 230 à Seiji Maehara et 116 à Yūichirō Tamaki. Après avoir été critiquée pour des résultats jugés mauvais aux élections pour l'Assemblée métropolitaine de Tokyo du 2 juillet 2017, Renhō démissionne le 27 juillet 2017. Lors du scrutin organisé par le parti pour lui trouver un successeur le 1er septembre 2017, le représentant Seiji Maehara est cette fois élu par 502 points sur 834 contre 332 à Yukio Edano. Seiji Maehara démissionne à son tour le 30 octobre 2017, après avoir tenté en vain une fusion avec le Parti de l'espoir pour les élections législatives du 22 octobre 2017, stratégie qui a emmené le parti à ne présenter aucun candidat sous son étiquette propre (les quelques députés réélus l'ont été en tant qu'indépendants, officiellement) et à être marginalisé au sein de l'opposition. Le lendemain, les derniers parlementaires du PDP se réunissent pour acter l'arrivée à la présidence de Kōhei Ōtsuka, un membre de la Chambre des conseillers relativement peu connu du grand public mais considéré comme un bon connaisseur de la gestion du parti, avec pour mission principale de le relancer.

#### Liste des présidents

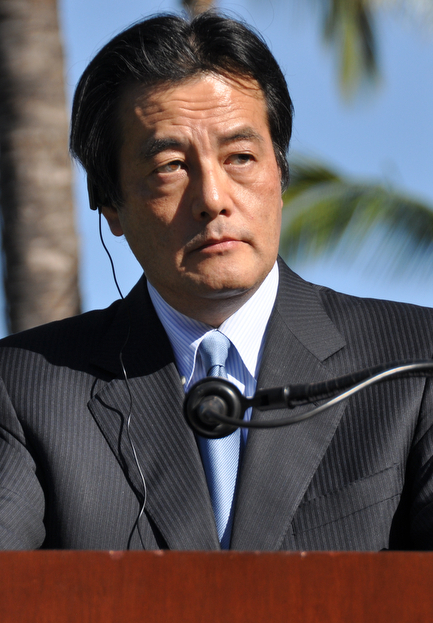
Katsuya Okada, le premier président du parti du 27 mars au 15 septembre 2016.

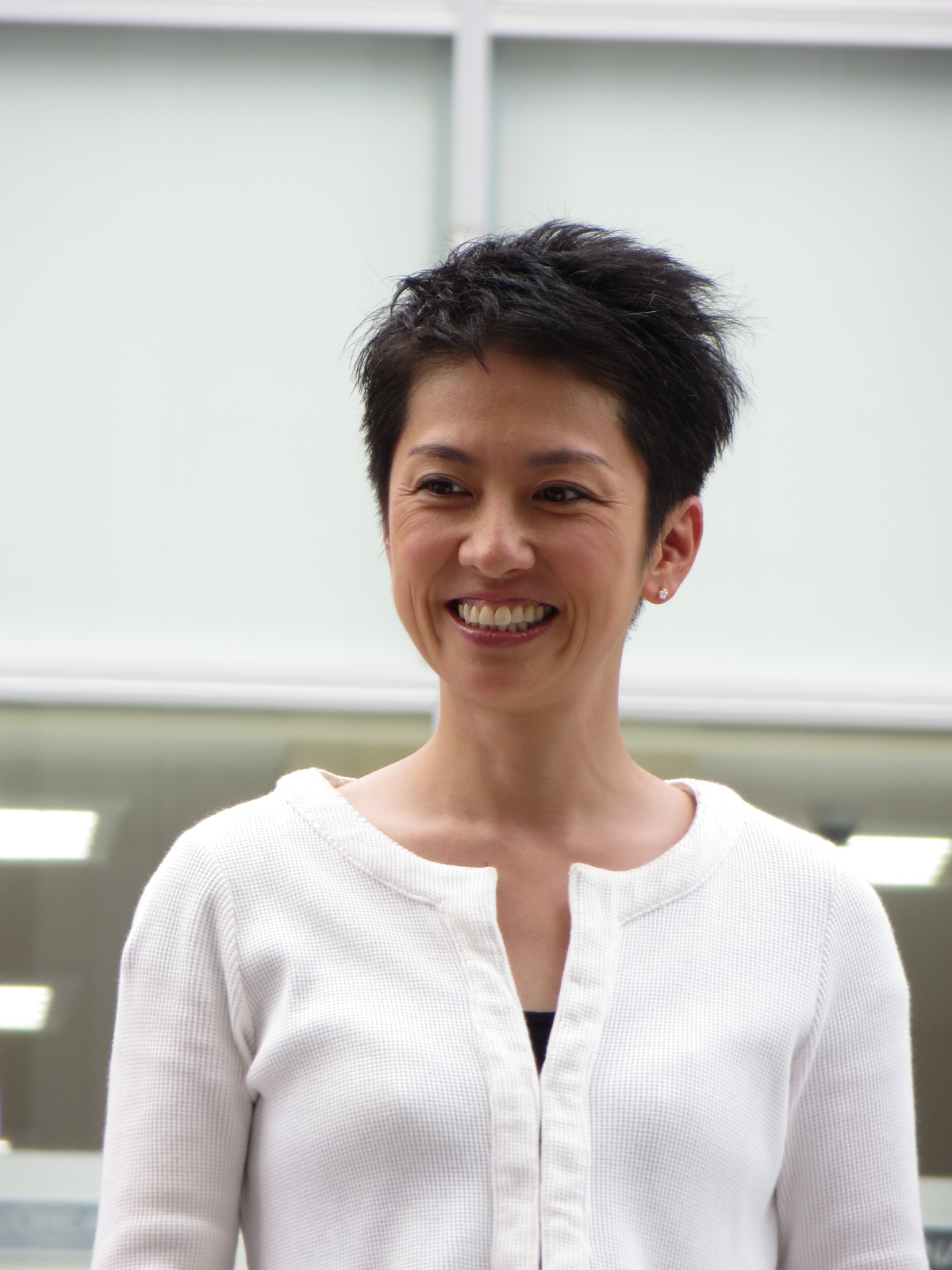
Renhō, présidente du parti du 15 septembre 2016 au 1er septembre 2017.

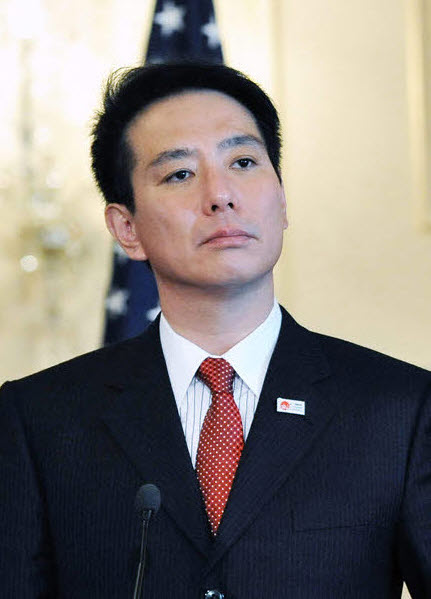
Seiji Maehara, président du parti du au 30 octobre 2017.

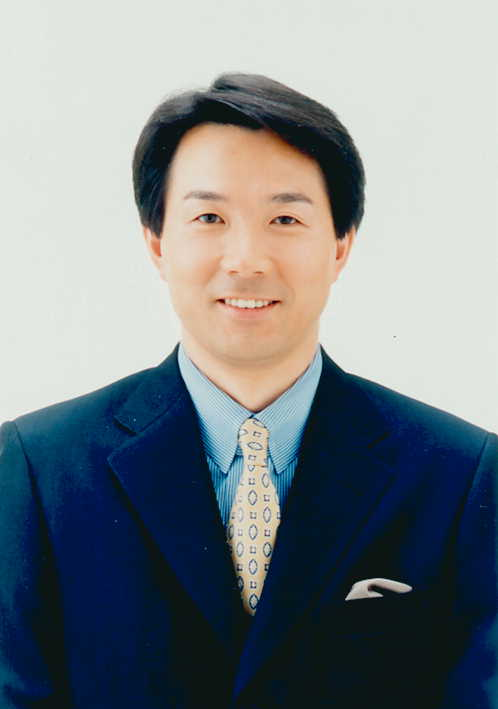
Kōhei Ōtsuka, dernier président du parti du 31 octobre 2017 au 7 mai 2018.

1. 27 mars 2016 - 15 septembre 2016 : Katsuya Okada
2. 15 septembre 2016 - 1er septembre 2017 : Renhō
3. 1er septembre 2017 - 30 octobre 2017 : Seiji Maehara
4. 31 octobre 2017 - 7 mai 2018 : Kōhei Ōtsuka

### Bureau politique

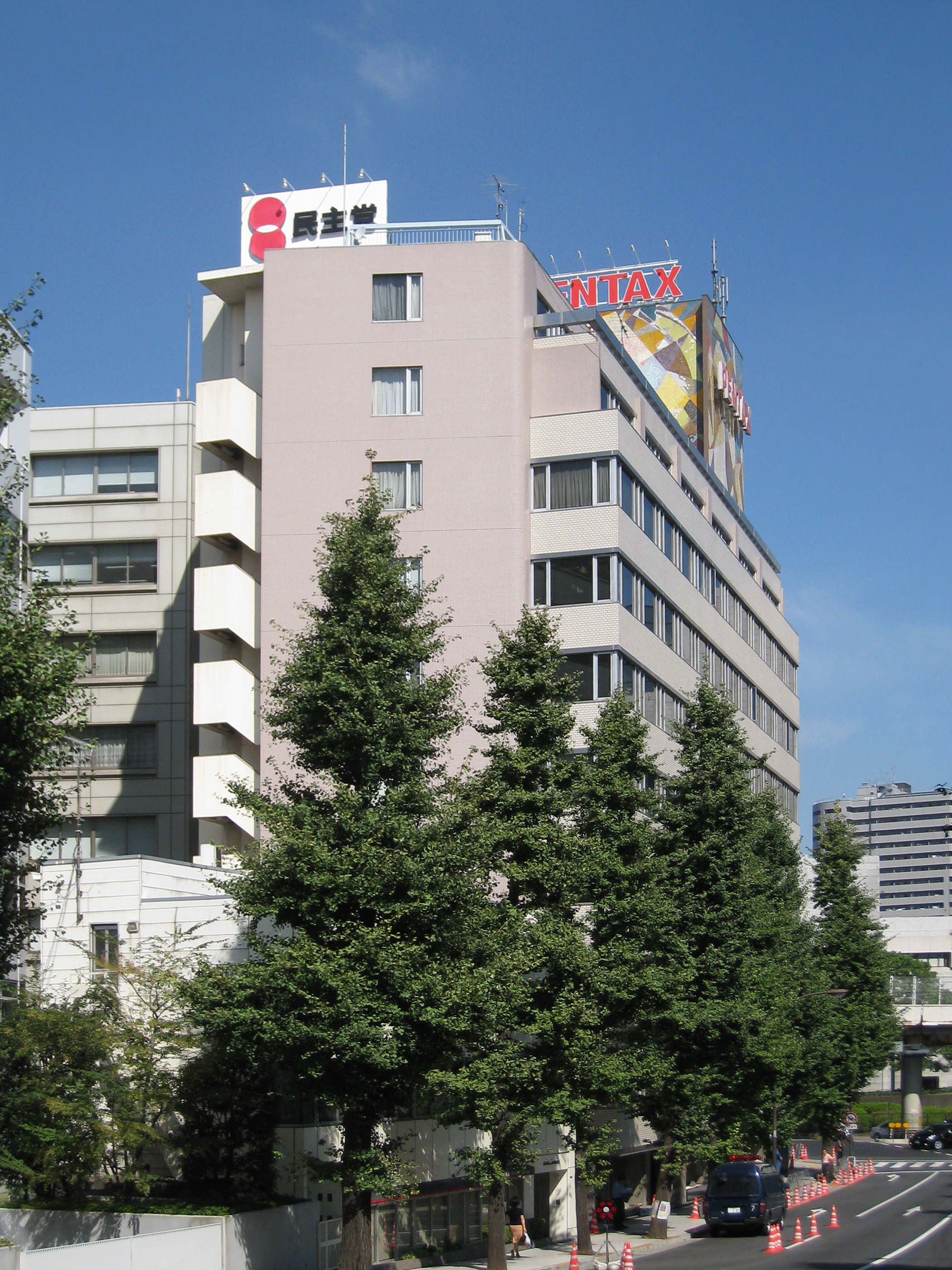
L'ancien siège du Parti démocrate du Japon, devenu le siège du PDP

Les membres du bureau central du parti sont nommés par le président du parti. La direction actuelle a été nommée le 8 novembre 2017 à la suite de l'élection de Kōhei Ōtsuka à la tête du parti lors de la réunion générale du 31 octobre 2017 :
- Conseiller permanent (fonction honorifique) : Katsuya Okada (ex-PDJ)
- Président : Kōhei Ōtsuka (ex-PDJ)
  - Vice-présidents : Masao Kobayashi (ex-PDJ) - Kazuhiro Haraguchi (ex-PDJ, ex-PDE)
- Secrétaire général et président de la division de la promotion des réformes politiques : Teruhiko Mashiko (ex-PDJ)
  - directeur général du département des Finances : Motohiro Ōno (ex-PDJ)
  - directeur général du département du Mouvement national : Hiroe Makiyama (ex-PDJ)
  - directeur général du Bureau exécutif (gestionnaire en chef du personnel) : Yūichirō Hata (ex-PDJ)
- Président du groupe PDP à la Chambre des conseillers : Toshio Ogawa (ex-PDJ)
  - secrétaire général du groupe PDP à la Chambre des conseillers : Katsuya Ogawa (ex-PDJ)
  - président du Comité des Affaires de la Diète pour le groupe PDP à la Chambre des conseillers : Masayoshi Nataniya (ex-PDJ)
- Président du Conseil exécutif permanent (assure l'intérim du bureau après sa démission ou son empêchement, et prépare les élections du président) : Yoshio Hachiro (ex-PDJ)
- Président du Comité de recherche politique : Shin'ya Adachi (ex-PDJ)
- Président du Comité des campagnes électorales : Takashi Shinohara (ex-PDJ)
- Président du Comité des Affaires de la Diète : Hirofumi Hirano (ex-PDJ)
- Président du Comité de l'Organisation : Mitsuru Sakurai (ex-PDJ)
- Conseillers exécutifs :
  - Hokkaidō : En attente de nomination
  - Tōhoku : En attente de nomination
  - Nord-Kantō : En attente de nomination
  - Sud-Kantō : En attente de nomination
  - Tōkyō : En attente de nomination
  - Hokuriku-Shinetsu : En attente de nomination
  - Tōkai : En attente de nomination
  - Kinki : En attente de nomination
  - Chūgoku : En attente de nomination
  - Shikoku : En attente de nomination
- Président de l'Assemblée générale des Parlementaires : Minoru Yanagida (ex-PDJ)
- Président du groupe parlementaire du Comité des indépendants (qui réunit depuis le 26 octobre 2017 11 des 14 députés du PDP et 2 indépendants qui ont démissionné en octobre ou novembre 2017 du parti) à la Chambre des représentants : Katsuya Okada (ex-PDJ)
  - Président du Comité des Affaires de la Diète du groupe parlementaire du Comité des indépendants à la Chambre des représentants : Akio Fukuda (ex-PDJ)

## Idéologie
Lors du discours d'inauguration du PDP, Katsuya Okada a présenté la base de la philosophie du nouveau parti comme étant : « liberté » (「自由」, "jiyū"), « symbiose » (「共生」, "kyōsei"), « responsabilité pour le futur » (「未来への責任」, "mirai-he no sekinin"). Ces principes sont ensuite déclinés ainsi : « une société libre régie par des règles équitables, justes et transparentes, avec une diversité de valeurs et de façons de vivre, où les droits de l'homme sont respectés », « une société symbiotique où tout le monde se soutient sans s'exclure » et « une société remplissant ses responsabilités à l'égard des générations devant vivre dans le futur ». Il se définit comme un « parti réformiste allant vers le peuple, combattant les collusions et les privilèges, remplissant ses responsabilités vis-à-vis des prochaines générations et du futur » (未来・次世代への責任を果たし、既得権や癒着の構造と闘う、国民とともに進む改革政党である, Mirai - jisedai-he no sekinin o hatashi, kituken ya yuchaku no kōzō to tatakau, kokumin to tomoni susumu kaikaku seitō dearu), et s'adressant aux « gens du quotidien » (「生活者」, "seikatsusha"), aux « contribuables » (「納税者」, "nōzeisha"), aux « consommateurs » (「消費者」, shōhisha) et aux « travailleurs » (「働く者」, hatarakumono).
Lors de ce même congrès, cinq objectifs principaux ont été définis :
1. Un constitutionnalisme libéral, pacifiste et moderniste : « Défendre un constitutionnalisme fondé sur la liberté et la démocratie » et les principes fondamentaux de la Constitution du Japon qui sont pour eux la « souveraineté populaire » (「国民主権」, "Kokumin shuken"?), le « respect des droits fondamentaux de l'Homme » (「基本的人権の尊重」, "kihonteki jinken no sonchō"?) et le « pacifisme » (「平和主義」, "heiwashugi"?), tout en sachant « s'adapter aux changements d'époque » par le biais, par exemple, de la « réforme du mode de gouvernance » (統治機構改革, tōchikikō kaikaku?).
2. Une forme de solidarisme égalitariste et multiculturel : « Créer une société symbiotique » (共生社会をつくる, Kyōsei shakai o tsukuru?), où « chacun est précieux pour tous », promouvant « le soutien mutuel tout en respectant la diversité », « l'égalité entre hommes et femmes », « la coopération entre les citoyens, les collectivités locales, les associations, l'école » et « la défense des plus vulnérables ».
3. Un réformisme libéral et décentralisateur : au nom de la « responsabilité pour le futur » (「未来への責任」, "mirai-he no sekinin"?), ils appellent à « ne pas remettre les réformes à plus tard » (改革を先送りしない, kaikaku o sakiokuri shinai?), avec pour priorité la « lutte contre le gaspillage fiscal », la « réduction de la dépendance du pays à sa dette par des réformes administratives et financières », une « réforme politique pour que les hommes politiques s'appliquent à eux-mêmes une discipline », la « réalisation d'une réforme territoriale pour augmenter l'autonomie locale », la mise en place d'une « société ne reposant plus sur le nucléaire », la « reconstruction du Grand Est » ou le fait « d'assumer à l'avenir ses responsabilités ».
4. Une vision économique social-libérale : « Réaliser une croissance économique durable pour investir dans l'humain », en appelant d'un côté à « parvenir à une croissance économique basée sur les principes de l'économie de marché et en harmonie avec l'environnement mondial » ou à « effectuer une réforme de la réglementation pour promouvoir l'entrepreneuriat, encourager les nouveaux venus sur le marché et assurant la sécurité », et d'un autre côté à « parvenir à une croissance économique permettant un investissement dans l'humain », ainsi qu'une « égale répartition », « une sécurité par la formation tout au long de la vie », « un système durable de sécurité sociale » ou « la lutte contre les inégalités qui empêchent d'utiliser toutes les capacités » pour aboutir à une « croissance du bonheur ».
5. Une diplomatie pacifiste et multilatéraliste : « Contribuer à la paix et à la prospérité de la communauté internationale pour protéger le pays », promouvant le « réalisme en politique étrangère et de sécurité par le biais d'une attitude exclusivement défensive », ils défendent l'idée de la création d'une « force d'auto-défense collective pour protéger le territoire, les eaux territoriales, l'espace aérien, les biens et les vies du peuple », le « renforcement de l'alliance nippo-américaine tout en recherchant à établir une communauté Asie-Pacifique harmonieuse », « la coopération internationale par le biais de l'Organisation des Nations unies », « l'abolition des armes nucléaires » ou « l'aide humanitaire ». La question de la politique étrangère est l'un des points sur lesquels le parti reste fortement divisé, avec des positions très disparates, allant des défenseurs d'un pacifisme et d'un anti-militarisme strict (surtout issu de l'aile gauche sociale-démocrate du PDJ) aux partisans de la création d'une force d'auto-défense toutefois parfaitement encadrée par la loi et soumise au contrôle de la communauté internationale (Seiji Maehara, Yoshihiko Noda ou beaucoup des membres du Parti de la restauration), des promoteurs de l'alliance nippo-américaine et d'une position stricte à l'égard des dictatures de la région (Seiji Maehara ou Yoshihiko Noda) à ceux d'une communauté est-asiatique pacifiée (Katsuya Okada). Quoi qu'il en soit, le PDP s'oppose unanimement à la loi sur la paix et la sécurité adoptée en septembre 2015 par la majorité de Shinzō Abe.

## Factions
Il existe au sein du parti une multitude de tendances avec des variations idéologiques, allant de la social-démocratie au libéralisme, avec des franges conservatrices ou socialistes. Le PDP est donc divisé depuis sa création, à l'instar de son principal adversaire le PLD et comme le PDJ avant lui, en une multitude de factions (派閥, habatsu), autant divisées sur le plan idéologique que correspondant à des luttes de personnes (les principes politiques peuvent également varier au sein même d'une faction). Le poids important des militants dans l'élection du président du parti a néanmoins toujours limité, sans les faire disparaître, les luttes internes entre ces groupes de pression, en comparaison au poids qu'ils peuvent avoir ou ont pu avoir au PLD. De plus, il est possible d'être membre de plusieurs factions à la fois. 
Il y a [Quand ?] 10 factions au sein du PDP (officiellement, elles sont 11, mais l'une d'entre elles n'a plus de parlementaire depuis 2017) qui, bien qu'elles disposent toutes d'un nom officiel, sont généralement désignées sous le nom de la personnalité la dirigeant. Ainsi, le Comité de recherche sur la structure du pays est généralement appelé le groupe Kan (菅グループ, Kan-gurūpo). Cependant, à la suite des divisions, défections et pertes électorales lors des législatives du 22 octobre 2017, la plupart de ces chefs de faction ne sont plus membres du PDP ou ne sont plus parlementaires.
| Faction            | Dénomination officielle                                                                                                  | Création | Principaux idéaux | Parti d'origine                  | Président                                       | Rep. | Cons. | Min. suiv. | Postes de l'exécutif détenus |
| ------------------ | --- | -------- | --- | -------------------------------- | ----------------------------------------------- | ---- | ----- | ---------- | --- |
| Ex-Akamatsu        | Sanctuaire (サンクチュアリ, Sankuchuari)                                                                                 | 2012     | Social-démocratie Social-libéralisme Lien avec les syndicats du public                                                                    | PSD (ex PSJ) PDJ (Jeunes élus)   | Hirotaka Akamatsu                               | 0    | 12    | -          | Président du Conseil exécutif permanent (Yoshio Hachiro), Président du Comité des Affaires de la Diète pour le groupe PDP à la Chambre des conseillers (Masayoshi Nataniya) |
| Ex-Kan             | Comité de recherche sur la structure du pays (国のかたち研究会, Koku-no-katachi kenkyūkai)                               | 2000     | Troisième voie Activisme citoyen Progressisme Multilatéralisme                                                                            | NPS (ex FSD)                     | Naoto Kan                                       | 1    | 6     | -          | Président du groupe PDP à la Chambre des conseillers (Toshio Ogawa), Président du Comité de l'Organisation (Mitsuru Sakurai)                                                |
| Ex-PDS             | Association démocrate socialiste (民社協会, Minsha kyōkai)                                                               | 1998     | Socialisme démocratique Lien avec les syndicats du privé Interventionnisme diplomatique                                                   | NPF (ex-PDS)                     | Yoshiaki Takaki Masao Kobayashi Minoru Yanagida | 0    | 7     | -          | Vice-président (Masao Kobayashi), Président de l'Assemblée générale des Parlementaires (Minoru Yanagida)                                                                    |
| Noda               | Comité du bouquet de fleurs (花斉会, Kaseikai)                                                                           | 2006     | 2e génération Conservatisme fiscal Réformisme administratif Nationalisme multiculturel                                                    | NPS NPJ Shinseitō                | Yoshihiko Noda Osamu Fujimura,                  | 3    | 3     | -          | |
| Ex-Ōhata (ex-Kano) | « Comité de l'échange élémentaire » (素交会, Sokōkai)                                                                    | 2011     | Conservatisme « de gauche » Social-démocratie Protectionnisme Unité du parti                                                              | Shinshintō PSJ PDJ (Jeunes élus) | Michihiko Kano Akihiro Ōhata /Teruhiko Mashiko  | 1    | 4     | -          | Secrétaire général (Teruhiko Mashiko), Président du Comité des campagnes électorales (Takashi Shinohara), Directeur général du département des Finances (Motohiro Ōno)      |
| Genba              | Comité de recherche « Grand dessein du Japon » (『日本のグランド・デザイン』研究会, "Nihon no gurando-dezain" kenkyūkai) | 2011     | 2e génération Réformisme libéral | PDJ (Jeunes élus)                | Koichirō Genba                                  | 3    | 0     | -          | |
| Eda                | Groupe de l'ancien parti de la restauration (旧維新の党グループ, Kyū Ishin no tō gurūpo)                                 | 2016     | Troisième voie Fédéralisme Social-libéralisme Libéralisme classique                                                                       | Parti de la restauration         | Kenji Eda                                       | 1    | 2     | -          | |
| Ex-Maehara         | Comité Ryōun (凌雲会, Ryōunkai)                                                                                          | 2002     | 2e génération Libéralisme économique Conservatisme modéré Interventionnisme diplomatique et militaire Américanophilie et multilatéralisme | NPS NPJ PDJ (Jeunes élus)        | Seiji Maehara                                   | 2    | 0     | -          | |
| Ex-Hosono          | Comité du serment (自誓会, Jiseikai)                                                                                     | 2014     | Rajeunissement et ouverture du parti (3e génération) Progressisme Troisième voie                                                          | PDJ (Jeunes élus)                | Gōshi Hosono Tōru Kikawada                      | 0    | 2     | -          | |
| Ex-Nagashima       | « Conseil de l'axe du pays » (国軸の会, Kokujiku no kai)                                                                 | 2013     | Rajeunissement du parti (3e génération) Néo-conservatisme Nationalisme japonais                                                           | PDJ (Jeunes élus)                | Akihisa Nagashima                               | 0    | 2     | -          | Directeur général du département des Finances (Motohiro Ōno) |